# Белви
Белви (фр. Belvis) насеље је и општина у јужној Француској у региону Лангдок-Русијон, у департману Од која припада префектури Лиму.
По подацима из 2011. године у општини је живело 174 становника, а густина насељености је износила 7,37 становника/km². Општина се простире на површини од 23,61 km². Налази се на средњој надморској висини од 935 метара (максималној 1.260 m, а минималној 679 m).

## Демографија
| 1962. | 1968. | 1975. | 1982. | 1990. | 1999. | 2011. |
| ----- | ----- | ----- | ----- | ----- | ----- | ----- |
| 226   | 245   | 187   | 166   | 153   | 169   | 174   |

График промене броја становника у току последњих година